# Leopold Kielholz
Leopold „Poldi” Kielholz (Bázel, 1911. június 9. – Zürich, 1980. június 4.) svájci labdarúgócsatár, edző.